# Lucky Diamond Rich
Lucky Diamond Rich, né Gregory Paul McLaren en 1971, est un Néo-zélandais qui est l'homme le plus tatoué au monde (titre auparavant détenu par Tom Leppard).

## Biographie
Lucky Diamond Rich a couvert tout son corps de tatouages, de sa bouche et de ses oreilles. Il détient le record mondial du Guinness depuis 2006, ayant tatoué 100 % de la surface de son corps.

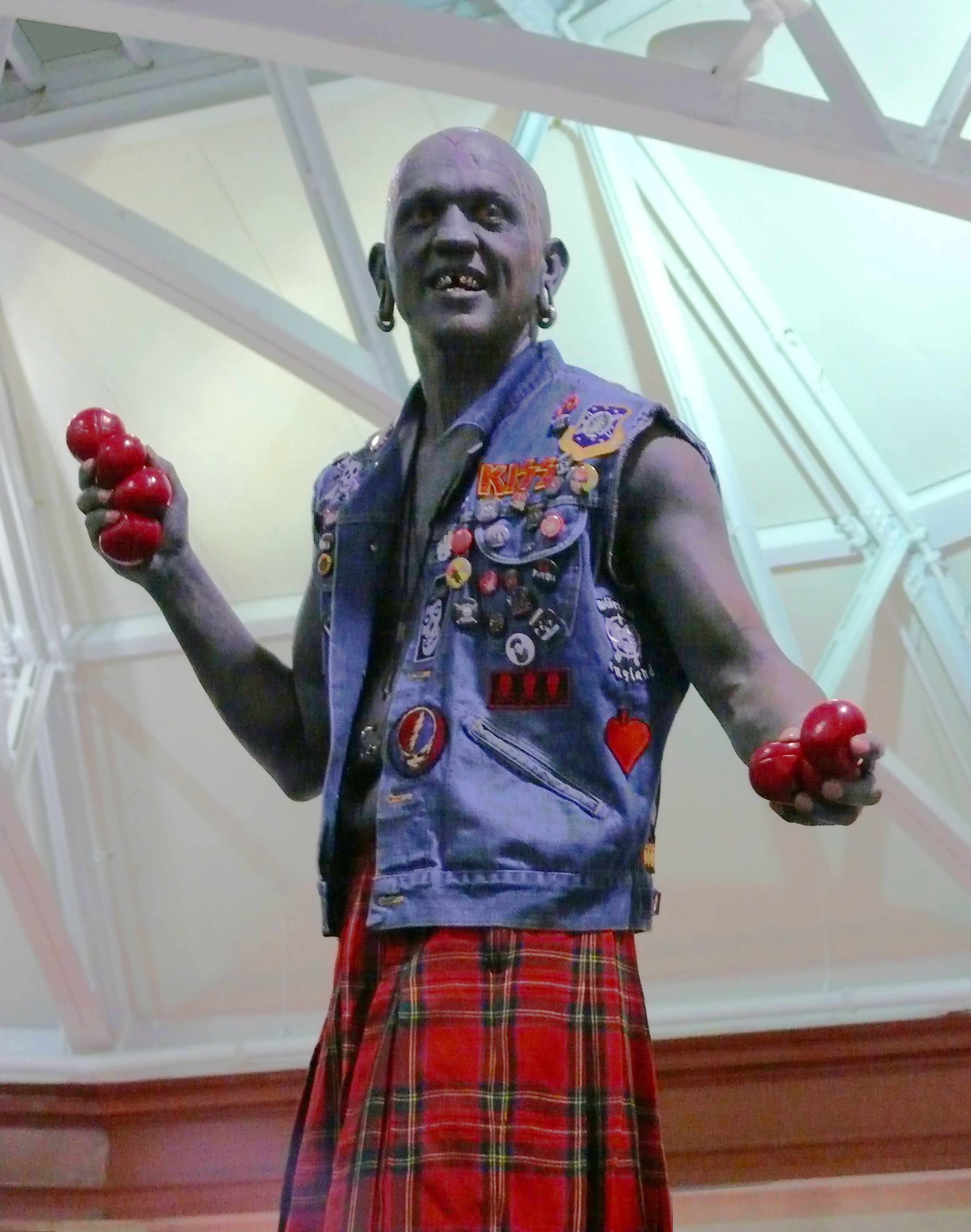
Lucky Diamond Rich en 2008.